# Because I Know You Love Me So
Because I Know You Love Me So (englisch Weil ich weiß, dass Du mich so liebst) ist ein Lied der britischen Band The Beatles, das 2003 auf der Bonus-CD Fly on the Wall ihres Studioalbums Let It Be… Naked erschien. Es wurde von John Lennon und Paul McCartney komponiert und unter der Autorenangabe Lennon/McCartney veröffentlicht.

## Hintergrund

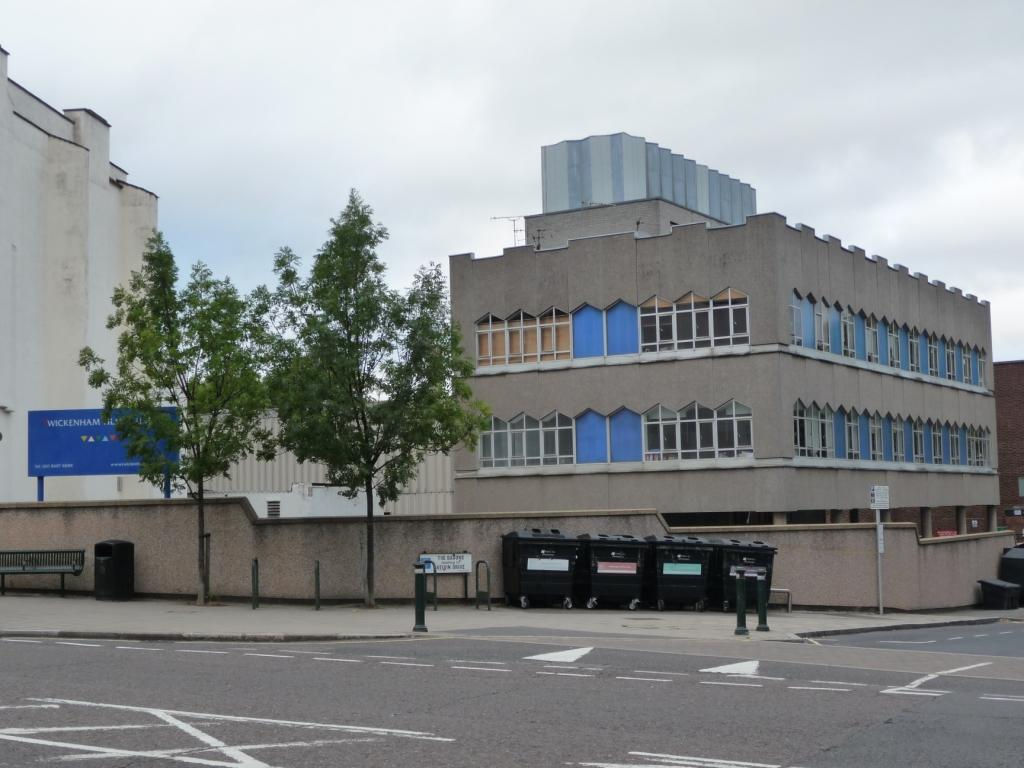
Twickenham Film Studios

Ohne eine klare Vorstellung über das Projekt zu haben, fanden sich die Beatles am 2. Januar 1969 in den Londoner Twickenham Film Studios ein, um Lieder für einen eventuellen Live-Auftritt zu proben. Da beschlossen worden war, die Arbeiten filmisch zu dokumentieren, wurde Michael Lindsay-Hogg als Regisseur engagiert. Die Beatles hatten zu diesem Zeitpunkt auch noch keinen Plan, welche Lieder für das kommende Album verwendet werden sollen.
Because I Know You Love Me So wurde am 3. Januar 1969, dem zweiten Tag der Aufnahmesessions, aufgenommen. Ein Achtspur-Tonbandaufnahmegerät wurde erst am folgenden Tag installiert, sodass die Aufnahmen mit Nagra-Tonbandgeräten in Mono erfolgten. Die Aufnahme wurde live ohne Overdubs eingespielt. Weitere Aufnahmen des Liedes erfolgten nicht.
Während der Probeaufnahmen spielten die Beatles unter anderem auch ältere, nicht verwendete Eigenkompositionen aus den späten 1950er Jahren: Fancy My Chances with You, Just Fun, Thinking Of Linking, Won’t You Please Say Goodbye und One After 909. Lediglich das letzte Lied wurde für das Album Let It Be verwendet. Ein weiteres nicht verwendetes Lied war Because I Know You Love Me So, das 1958 von John Lennon und Paul McCartney komponiert wurde. Das Lied gehört zu den ersten gemeinsamen Kompositionen der beiden, es wurde nicht ins Liverepertoire der Beatles aufgenommen, und eine Studioaufnahme erfolgte bis zum Januar 1969 nicht. Die gespielte Version wird im Country-&-Western-Stil vorgetragen.
Besetzung:
- Paul McCartney: Bass, Gesang
- John Lennon: Gitarre, Gesang
- George Harrison: Leadgitarre
- Ringo Starr: Schlagzeug

Am 14. November 2003 wurde eine eineinhalbminütige lange Version von Because I Know You Love Me So auf der Bonus-CD Fly on the Wall zu Let It Be… Naked veröffentlicht. In der dreiteiligen 2021er Dokumentation The Beatles: Get Back wird das Lied von den Beatles gespielt.

## Coverversionen
The Weeklings-Studio 2